# Eva Schumann (Übersetzerin)
Luise Eva Schumann, geb. Feine (* 8. Januar 1889 in Hainichen; † 3. Dezember 1973 in Freital), war eine deutsche Übersetzerin und Schriftstellerin.

## Leben
Feine, Tochter des Wirklich Geheimen Kriegsrat Hans Feine, besuchte von 1899 bis 1904 die höhere Mädchenschule und absolvierte danach einen Studienaufenthalt in England. Anschließend begann sie eine Lehre zur Buchbinderin an der Hochschule für Buchgewerbe und Grafische Kunst in Leipzig. Im Jahr 1910 folgte das Abitur und ein Studium der Botanik, Zoologie und Geologie in Berlin, Dresden, München und Wien. Im Jahr 1914 promovierte sie.
Eva Feine heiratete 1912 den Schriftsteller Wolfgang Schumann (1887–1964). Ab 1918 war sie in der Arbeiterbewegung tätig und arbeitete an der „Sozialdemokratischen Dresdner Volkszeitung“ mit. Im gleichen Jahr trat sie in die SPD ein. Es folgten erste Übersetzungen wie Victor Hugos „Die Elenden“. Ab 1933 lebte Schumann in der Tschechoslowakei und in England im Exil. Gegen Ende des Zweiten Weltkrieges kehrte sie nach Dresden zurück. Da das Haus der Familie Schumann bei den Luftangriffen auf Dresden zerstört wurde, zog das Ehepaar zu den befreundeten Karl Hanusch und Marianne Bruns nach Freital.
Nach 1947 folgten weitere Übersetzungen, unter anderem Werke von Romain Rolland, Theodore Dreiser, Theun de Vries sowie des Briefwechsels Vincent van Goghs.

## Auszeichnungen
- 1966: Vaterländischer Verdienstorden in Silber[1]
- 1967: Ehrenbürgerin von Freital
- 1970: F.-C.-Weiskopf-Preis
- 1970: Martin-Andersen-Nexö-Kunstpreis

## Darstellung Eva Schumanns in der bildenden Kunst
- Eva Schulze-Knabe: Bildnis Dr. Eva Schumann (1965, Tafelbild)[2]

## Werke
- Die Acrosticheen und ihre Stellung im System der Farne, Jena 1915

## Übersetzungen
- Jo van Ammers-Küller: Der Apfel und Eva, Bremen 1932
- Jo van Ammers-Küller: Bedeutende Frauen der Gegenwart, Bremen 1935
- Jo van Ammers-Küller: Elzelina, Bremen 1940
- Jo van Ammers-Küller: Die Familie Quist, Zürich 1942
- Jo van Ammers-Küller: Die Frauen der Coornvelts, Leipzig
  - 1 (1926)
  - 2. Frauenkreuzzug, 1930
- Jo van Ammers-Küller: Henriette Quist, Wiesbaden 1951
- Jo van Ammers-Küller: Herren, Knechte, Frauen, Bremen 1935
- Jo van Ammers-Küller: Indien, Dresden 1941
- Jo van Ammers-Küller: Der König und die Hexe, Wiesbaden 1949
- Jo van Ammers-Küller: Prinz Inkognito, Bremen 1934
- Jo van Ammers-Küller: Tanz um die Guillotine, Bremen 1936
- Jo van Ammers-Küller: Die Treue der Tavelincks, Bremen 1938
- Frederick Antal: Füssli-Studien, Dresden 1973
- Vittorio Beonio-Brocchieri: Ein Farmerjunge lernt fliegen, Berlin 1942
- Bhabani Bhattacharya: Kajoli, Berlin 1954
- William J. Blake: Späte Liebe, Berlin 1957
- Ralph de Boissiere: Kronjuwel, Berlin 1954
- Ralph de Boissiere: Rum und Coca-Cola, Berlin 1955
- Frances Hodgson Burnett: Der kleine Lord, Potsdam 1937
- George D. H. Cole: Gilden-Sozialismus, Dresden 1921
- Willy Corsari: Der Mann ohne Uniform, Berlin 1938
- Theodore Dreiser: Der Stoiker, Berlin 1954
- Shirley Graham Du Bois: Dr. George Washington Carver, Berlin 1951
- George Eliot: Silas Marner, Berlin [u. a.] 1968
- Havelock Ellis: Der Tanz des Lebens, Leipzig 1928
- Vincent van Gogh: Als Mensch unter Menschen, Berlin
  - 1 (1959)
  - 2 (1959)
- Vincent van Gogh: Sämtliche Briefe, Berlin
  - 1. An den Bruder Theo, 1965
  - 2. An den Bruder Theo, 1965
  - 3. An den Bruder Theo, 1965
  - 4. An den Bruder Theo, 1965
  - 5. An die Familie, 1968
  - 6. Dokumente und Zeugnisse, 1968
- Carlo Goldoni: MeinTheater – mein Leben, Berlin 1949
- Radclyffe Hall: Quell der Einsamkeit, Leipzig 1929
- Thomas Hardy: Herzen im Aufruhr, Berlin 1956
- Amanda van Hoogstraten-Schoch: Die Töchter des Hauses van Beygardt, Neukirchen 1939
- Victor Hugo: Die Elenden, Leipzig 1934
- Victor Hugo: Ein Gerechter, München 1926
- Victor Hugo: Die lachende Maske, Leipzig [u. a.] 1928
- Victor Hugo: Das Schreckensjahr, Leipzig [u. a.] 1928
- Victor Hugo: 1793, Berlin 1956
- Francis D. Klingender: Goya und die demokratische Tradition Spaniens, Berlin 1954
- Francis D. Klingender: Kunst und industrielle Revolution, Dresden 1974
- Jack Lindsay: Die große Eiche, Berlin 1959
- Jack Lindsay: Männer von 1848, Berlin 1953
- Maarten Maartens: Frau Niemand, Berlin 1928
- Maarten Maartens: Gottes Narr, München 1924
- Maarten Maartens: Die Komödie eines Verbrechens, Leipzig 1922
- Maarten Maartens: Lis Doris, Berlin 1957
- Maarten Maartens: Novellen, München 1923
- Maarten Maartens: Sonette, München 1924
- Bronisław Malinowski: Das Geschlechtsleben der Wilden in Nordwest-Melanesien, Leipzig 1930
- Top Naeff: Vor dem Tore, Berlin 1942
- Alfredo Niceforo: Kultur und Fortschritt im Spiegel der Zahlen, Wien 1930
- Alma Reed: Orozco, Dresden 1979
- Romain Rolland: Robespierre, Berlin 1950
- Carel Th. Scharten: Der große Giorgio, Berlin 1956
- Carel Th. Scharten: Littoria, Zürich [u. a.] 1936
- Carel Th. Scharten: Der Narr aus den Maremmen, Zürich [u. a.] 1935
- Robert Louis Stevenson: Die Abenteuer des David Balfour, Potsdam 1939
- Robert Louis Stevenson: Catriona, Berlin 1957
- Robert Louis Stevenson: Entführt, Berlin 1956
- Paul Strand: Lebendiges Ägypten, Dresden 1968
- Theun de Vries: Anna Casparii, Berlin 1956
- Theun de Vries: Die drei Leben des Melchior Hintham, Berlin 1966
- Theun de Vries: Die friesische Postkutsche, Berlin 1967
- Theun de Vries: Hochzeitslied für Swaantje, Berlin 1957
- Theun de Vries: Die Kardinalsmotette, Berlin 1962
- Theun de Vries: Die Landschaft, Berlin 1959
- Theun de Vries: Das Mädchen mit dem roten Haar, Berlin 1960
- Theun de Vries: Musik für Potemkin, Leipzig 1959
- Theun de Vries: Pan unter den Menschen, Berlin 1956
- Theun de Vries: Rembrandt, Berlin 1950
- Theun de Vries: Signale aus dem Dunkel, Berlin 1960
- Theun de Vries: Vincent im Haag, Dresden 1965
- Edgar Wallace: Der verteufelte Herr Engel, Berlin 1928
- Augusta de Wit: Orpheus in Java, München 1928